# محمد الحلواجي
محمد هادي أحمد منصور الحلواجي شاعر وسياسي بحريني.

## السيرة
ولد الحلواجي في العاصمة المنامة. حصل على الثانوية العامة ودبلوم الإدارة.
عمل موظف بوزارة الكهرباء عام 1987 ثم موظف بوزارة العدل والشئون الإسلامية 2000 ثم الأمين العام المساعد للمجلس الأعلى للشئون الإسلامية. تم تعيينه عضوا في مجلس الشورى من 2002 إلى 2014. في مارس 2011 قدم الحلواجي استقالته من عضوية مجلس الشورى حسب ما أسماه حملة الحكومة الأمنية الوحشية على المحتجين السلميين أثناء احتجاجات عام 2011 ثم تراجع عن الاستقالة بعدها بشهر واحد.